# Urdolmen

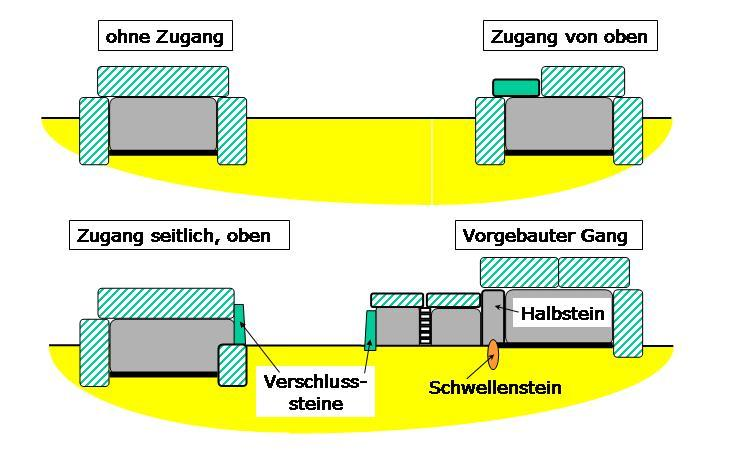
Die Entwicklung von der Blockkiste (oben links) zum Urdolmen mit Gang (unten rechts)

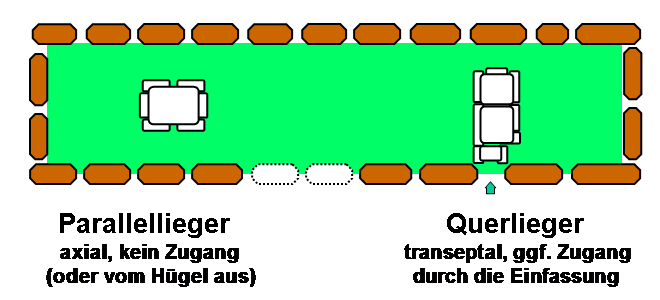
Parallellieger und Querlieger

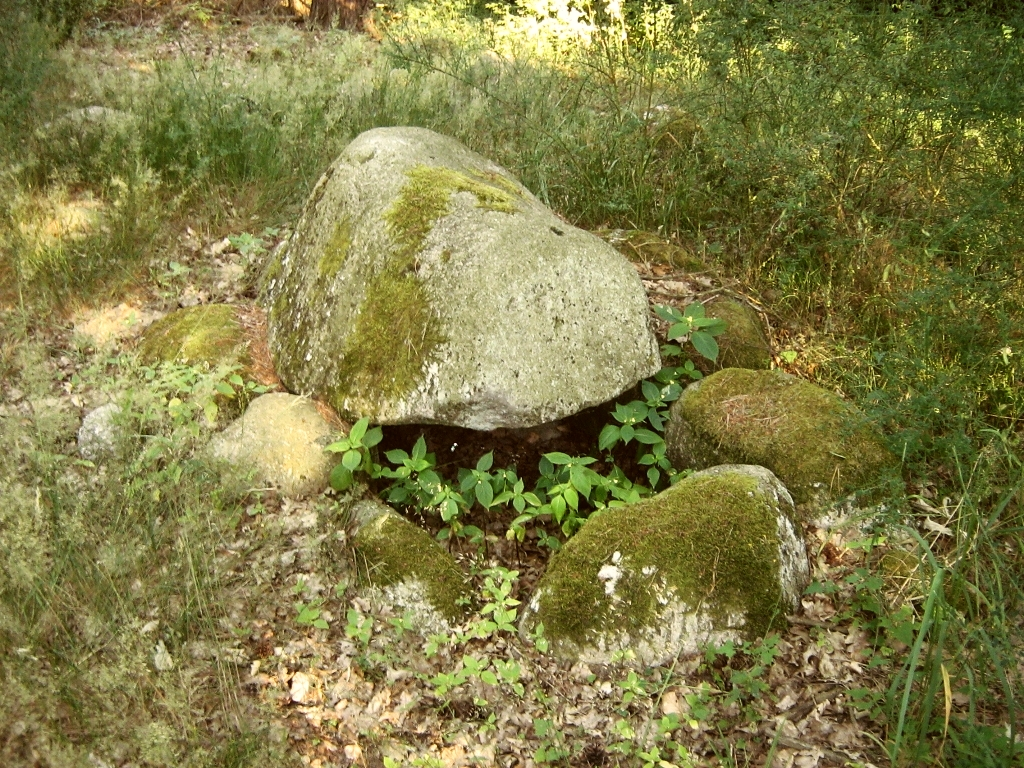
Urdolmen im Dammerstorfer Wald (Mecklenburg-Vorpommern)

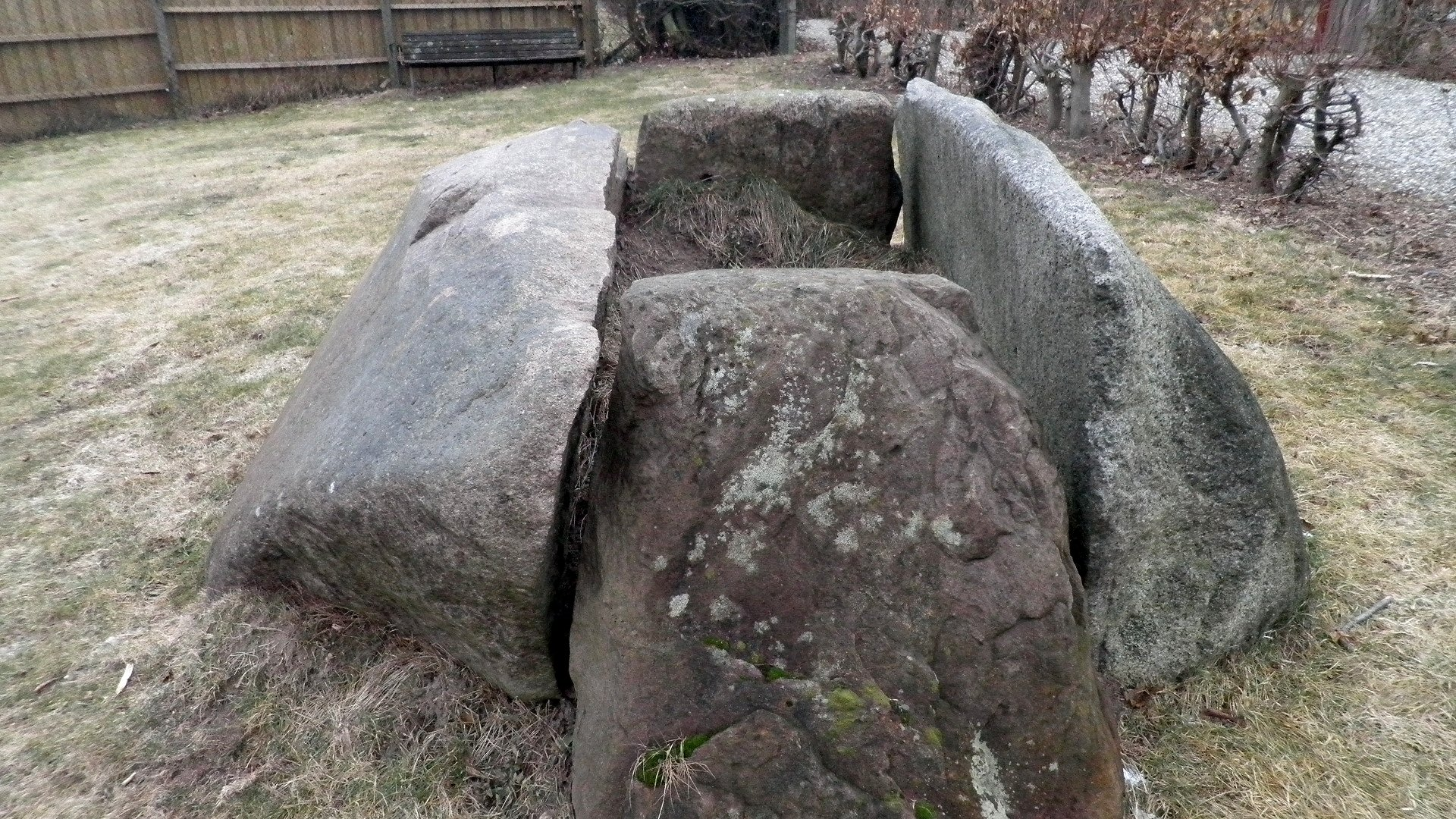
In Dänemark Steinkiste Mørkhhøgård genannt – nach dt. Nomenklatur ein Urdolmen

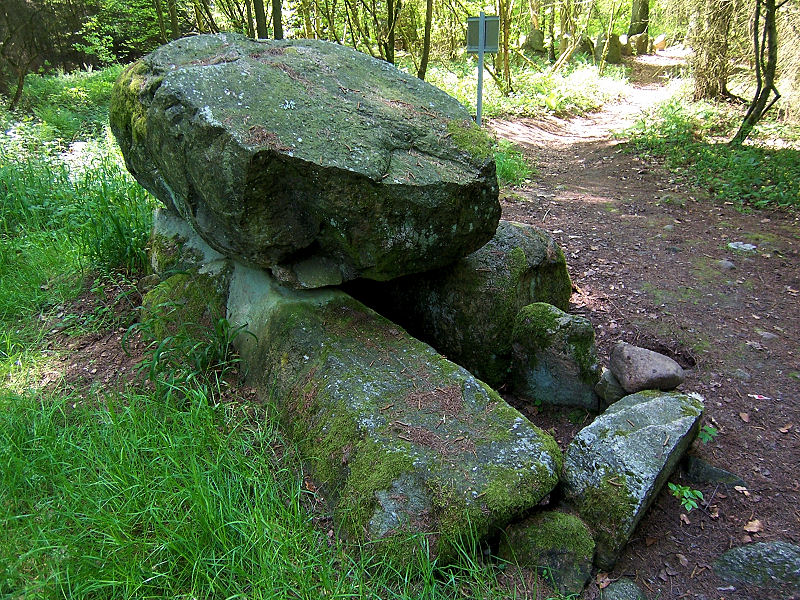
Urdolmen bei Grevesmühlen

Der nur in Deutschland verwendete Begriff Urdolmen wurde von Ernst Sprockhoff definiert. Ewald Schuldt übernahm den Begriff bei der Publikation seiner Ausgrabung von 106 Megalithanlagen in Mecklenburg-Vorpommern.
Er steht am Anfang der Errichtung von Dolmen bzw. der Entwicklung der übrigen/größeren Megalithanlagen der Trichterbecherkultur (TBK) und kommt um 3500 v. Chr. beinahe im gesamten Verbreitungsraum der nordischen Megalitharchitektur vor, allerdings in Niedersachsen nicht westlich der Weser, nicht in den Niederlanden und nicht östlich der Oder, sowie nur einmal in Schweden. Der schwedische Urdolmen hat nur noch einen 2,75 m langen Stein, der eine Langseite bildet und einen viereckigen Hügel, von dem etwa zehn Randsteine erhalten sind.

## Abgrenzung zwischen Urdolmen und Steinkiste
Bei Urdolmen liegen die drei bis sechs Tragsteine stets auf ihrer längsten Schmalseite. Dieses Kriterium unterscheidet sie von allen übrigen Megalithanlagentypen, deren Tragsteine stets auf ihrer kleinsten Fläche stehen. In vielen Fällen ist eine klare Trennung unmöglich. In der Nekropole von Brüssow-Wollschow, in der Uckermark, kommen Urdolmen und Steinkisten gemeinsam vor. Die Unterschiede bestehen im Material der Wandsteine. Bei Urdolmen bestehen sie in der Regel aus Geschieben, bei den Steinkisten in der Regel aus Platten. Ob dies für die neolithischen Menschen von Relevanz war, bleibt fraglich, denn es gibt auch Kombinationen aus beiden Materialien. Die für Urdolmen typische Eintiefung in den gewachsenen Boden kommt auch bei einigen größeren Dolmen und kleineren Ganggräbern vor; in Schleswig-Holstein z. B. 22-mal, was angesichts der Gesamtzahl wenig ist und eine archaische Bauform darstellen dürfte.

## Entwicklungen
Die kleinsten Urdolmen liegen auf der dänischen Insel Seeland, z. B. (Dolmen von Jyderup) (1,7 × 0,6 m). Diese geringen Dimensionen veranlassen Forscher wie Hans-Jürgen Beier, dem Urdolmen den Status einer Megalithanlage zu verweigern. Ob die ebenfalls sehr kleinen Monolithgräber die Voraussetzungen erfüllen, ist offen. Man kann am Urdolmen die Entwicklung, die für die frühen Baumeister (Bautrupptheorie) ein Lernvorgang war, Schritt für Schritt nachvollziehen und erkennen, wie sie der gestellten Anforderung mit immer ausgereifteren (und größeren) Lösungen begegneten. Dies gilt auch beim Ausbau des Urdolmens zum Erweiterten Dolmen (bzw. Rechteckdolmen), zu seinen Varianten, dem Polygonaldolmen und dem Großdolmen.

## Blockkiste
Der Prototyp des Urdolmens ist die allseits geschlossene und oft (aber nicht immer Urdolmen von Mankmoos) in den Boden eingetiefte Blockkiste. Sie hat keinen Zugang und ist, einmal verschlossen, durch die Nutzer schwerlich noch einmal zu öffnen und wiederzuverwenden. Sie war für eine einmalige Nutzung vorgesehen. Auf der Insel Sylt in Schleswig-Holstein wurden zwei Urdolmen im gemeinsamen Hünenbett gefunden. Sie liegen in den Hünenbetten zumeist einzeln, auf der oder parallel zur Längsachse, als so genannte „Parallellieger“. In Ulstrup bei Gundeslevholm liegen zwei der drei dortigen Urdolmen als Paar nebeneinander im Hünenbett. Die Blockkisten im Tykskov von Varnæs bei Aabenraa und die im Nørreskov auf Alsen liegen schräg im Hünenbett. Nördlich der Eider sind Urdolmen bei etwa 20 % der Monumente von einem Rundhügel bedeckt. Die jüngere Variante sind querliegende Exemplare, die jedoch erst richtig mit den Rechteckdolmen der nächsten Generation erscheinen.

## Zugängliche Urdolmen

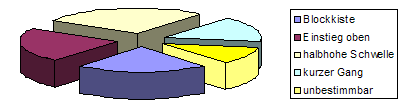
Die 18 von E. Schuldt untersuchten Urdolmen

Erste Fortschritte – im Sinne der Mehrfachnutzung – gelangen durch die Schaffung eines Zugangs. Bei weiterhin im Boden eingetieften Exemplaren bot sich dafür zunächst (in Dänemark und Mecklenburg-Vorpommern, beim Urdolmen von Barkvieren und von Neu Gaarz belegt) die Oberseite an. Durch eine Teilung der Decke in einen großen und einen handhabbaren Stein wurde eine Einstiegsmöglichkeit geschaffen. Diese Variante ist wenig verbreitet. Dieser Entwicklungspfad wurde zugunsten unterschiedlicher axialer Lösungen aufgegeben. Der Urdolmen wurde zunächst weniger tief eingesenkt und die obere Hälfte einer der Schmalseiten wurde als Zugang genutzt. Diese Form findet sich z. B. bei den Hünenbetten von Grundoldendorf. Die Last des immer noch einzigen Decksteins wurde auf drei Tragsteine verteilt (Dreipunktauflage). Dieser Vorgang stellt die Entdeckung bzw. Nutzung der Eigenstatik schwerer Steine in einer Dreipunktauflage dar.
Die immer parallelseitigen zugänglichen Urdolmen sind mit 2,2 m bis 2,6 m Länge und 1,0 m bis 1,8 m Breite etwas größer als die geschlossenen. Für Schleswig-Holstein stellt die kleine Kammer von Dobersdorf, Kreis Plön (1,8 m Länge × 0,5 m Breite) in dieser Hinsicht eine Ausnahme dar. Von den 20 Urdolmen Schleswig-Holsteins können 12 der allseits geschlossenen, fünf der an der Schmalseite geöffneten Variante zugerechnet und drei (zerstörte) Urdolmen nicht näher bestimmt werden. Von den einst etwa 88 Urdolmen in Mecklenburg-Vorpommern gibt es noch 51.
In der Folge wurden (immer noch eingetieft in Gruben) erste Rechteckdolmen (Steinkammer von Grammdorf in der Gemeinde Wangels) Ostholstein und Ganggräber (Steinkammer von Deinste) errichtet. Im nächsten Schritt verstand man es, die Fundamentierung der bei Urdolmen stets auf ihrer längsten Schmalseite liegenden Tragsteine so vorzunehmen, dass ihre Basis oberflächennah aufgeführt werden konnte. Die höhere Platzierung ermöglichte den Vorbau eines Ganges, der ebenerdig in die Kammer mündete (Bild unten rechts). Nun wurde jedoch ein Schwellenstein erforderlich, der die sakrale Kammer und den profanen Gang (symbolisch) voneinander trennte.
Dieser Aufwand wurde betrieben, um die Verschlussplatte des nun mehrfach nutzbaren Urdolmens auf eine für die Siedlungsgemeinschaft handhabbare Größe zu reduzieren. Der Urdolmen mit Gang leitete zu den erweiterten Dolmen über, die etwas länger sind, in der Regel mehr als eine Deckenplatte haben und – bis auf den Übergangstyp von Neu Gaarz, Kreis Bad Doberan – und Tragsteine haben, die auf einer ihrer beiden kleinsten Flächen stehen, also einen Höhenausbau der Kammer erlauben.
Urdolmen lagen einst in Hünenbetten oder unter Rundhügeln, die allerdings zum größten Teil abgetragen sind. Der Urdolmen im Langdysse von Lindeskov auf Fünen liegt im mit 168 m zweitlängsten Hünenbett Dänemarks (nach der Kardybdysse mit 185 m). Zum Vergleich: Das längste deutsche Hünenbett misst 160 m. In Polen ist die Einfassung eines kammerlosen Hünenbettes 130 m lang. Im Langbett Halkensten, östlich von Alstedt auf Seeland liegen drei Urdolmen am östlichen Ende als Parallellieger-Gruppe beieinander. Aus den Niederlanden ist nur eine Anlage im Hünenbett überkommen.